# .ie
.ie è il dominio di primo livello nazionale assegnato all'Irlanda.
Originariamente amministrato dallo University College Dublin, dal 2000 la gestione è stata delegata alla società IE Domain Registry Limited. A dicembre 2022, sono stati registrati oltre 320 000 domini .ie.
Nel 2013 Microsoft ha registrato il dominio modern.ie, dedicato agli sviluppatori di applicazioni web per Internet Explorer. Nel 2015 il sito è diventato un redirect al portale per sviluppatori di Microsoft Edge.